# Kluftern

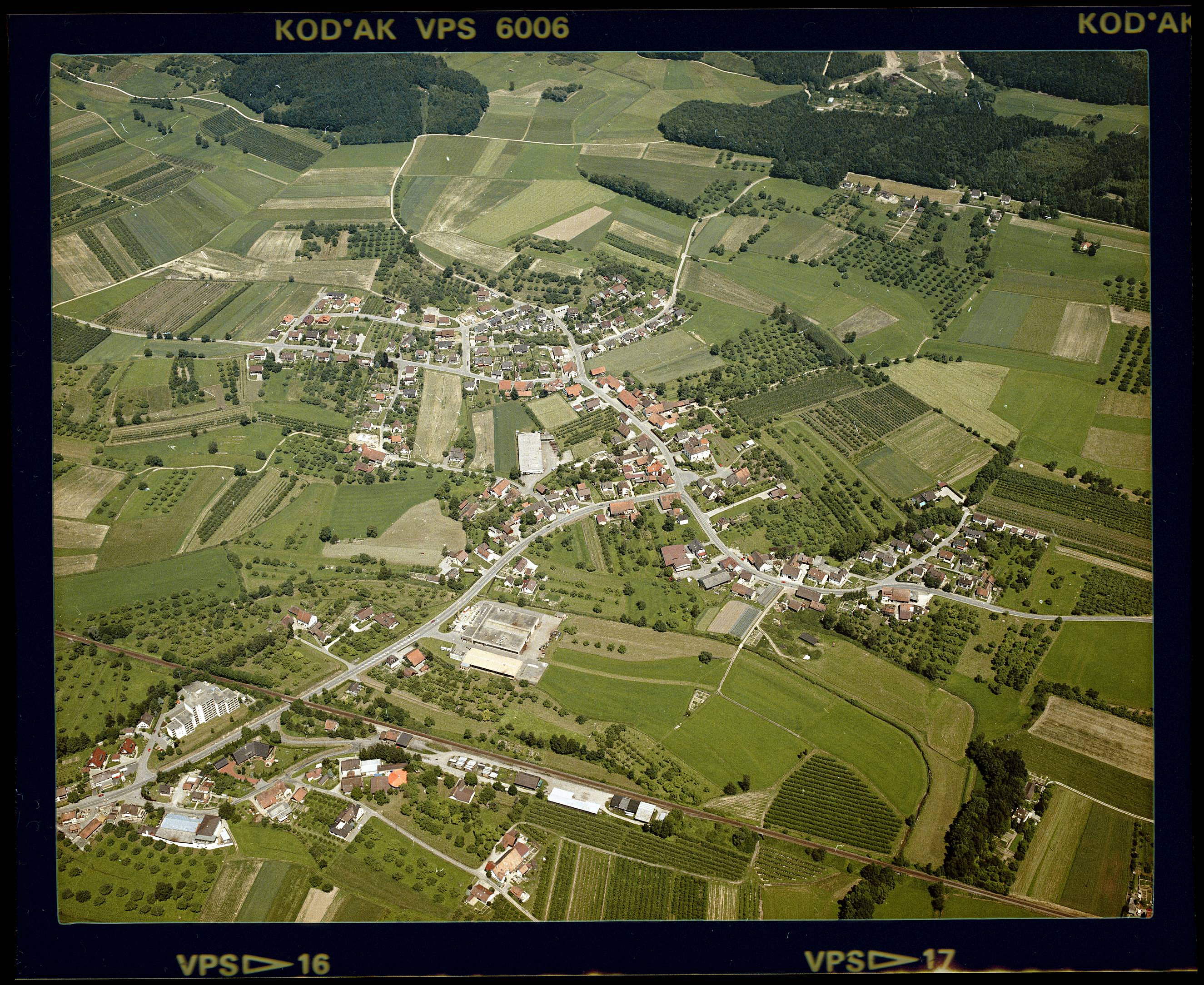
Luftbild von Kluftern (1985)

Kluftern ist mit 3.619 Einwohnern (Stand August 2017) die zweitgrößte Ortschaft von Friedrichshafen am Bodensee. Sie liegt rund acht Kilometer nordwestlich des Friedrichshafener Stadtzentrums und hat eine Fläche von 6,92 km².

## Ortschaftsgliederung
Zur Ortschaft Kluftern gehören neben dem namengebenden Ort Kluftern die Ortsteile Efrizweiler und Lipbach.

## Geschichte
Kluftern wurde 764 als Cluftirrun erstmals erwähnt.
Denkbar ist ein keltischer Ursprung des Ortsnamens, der auf eine Geschichte lange vor der christlichen Zeit hinweist. Eingerahmt zwischen den beiden Bächen Brunnisach und Lipbach lag auf einem kleinen Siedlungshügel ein Hofgut mit einer Kapelle, das belegen mittelalterliche Urkunden. Durch Verträge mit dem Kloster St. Gallen begaben sich in dieser Zeit die Alemannen am Nordufer des Bodensees in dessen Schutz. So auch Theotram, der Besitzer des Hofgutes Kluftern, der alles, was er besaß, Häuser, Gesinde, Bäche, Felder und Wälder, im Jahr 764 dem Kloster übertrug, allerdings den Hof weiter als Lehen bewirtschaftete und dafür eine Pacht zahlte. Die Schenkung machte er zum Heil seiner Seele und der Seele seiner Mutter.
siehe auch Burg Altraderach
Seit 1479 übte Heiligenberg die Herrschaft aus, doch wurde der Ort an Efrizweiler verliehen. Nach der Mediatisierung 1803 und der Neuordnung durch Napoléon 1806 fiel der Ort an Baden und bildete dann mit Efrizweiler eine Gemeinde im Bezirksamt Meersburg, 1824 im fürstenbergischen Amt Heiligenberg, 1842 erneut im Bezirksamt Meersburg und 1857 im Bezirksamt Überlingen, aus dem 1939 der Landkreis Überlingen hervorging. 1848 und nochmals 1849 stellte der Nachbarort Lipbach (Gemeinde Riedheim) den Antrag auf Eingemeindung nach Efrizweiler-Kluftern, die 1861 gegen den Willen der Gemeinde Riedheim vom badischen Innenministerium vollzogen wurde.
1901 kam mit der Bodensee-Gürtelbahn die Eisenbahn nach Kluftern. Am 22. Dezember 1939 ereignete sich zwischen Markdorf und Kluftern ein schweres Eisenbahnunglück mit über 100 Toten.
Bis in die Neuzeit blieb Kluftern ein mit Efrizweiler, dem Sitz der Herrschaft (urkundlich erwähnt seit dem 12. Jahrhundert) eng verbundenes Dorf mit wenigen hundert Einwohnern. Die alten Dorfstrukturen mit den drei Autoritäten Pfarrer, Bürgermeister und Schulleiter sind noch heute durch die unmittelbare Nachbarschaft von Pfarrhaus, Kirche, Rathaus und Schule gut zu erkennen.
Erst die rasante Entwicklung der Großbetriebe in Friedrichshafen im Ersten und Zweiten Weltkrieg und in der Nachkriegszeit ließ die Bevölkerung stark anwachsen. Am 1. April 1972 wurde Kluftern mit den Teilorten Efrizweiler und Lipbach in die Stadt Friedrichshafen eingemeindet und verließ somit den Landkreis Überlingen.

## Politik

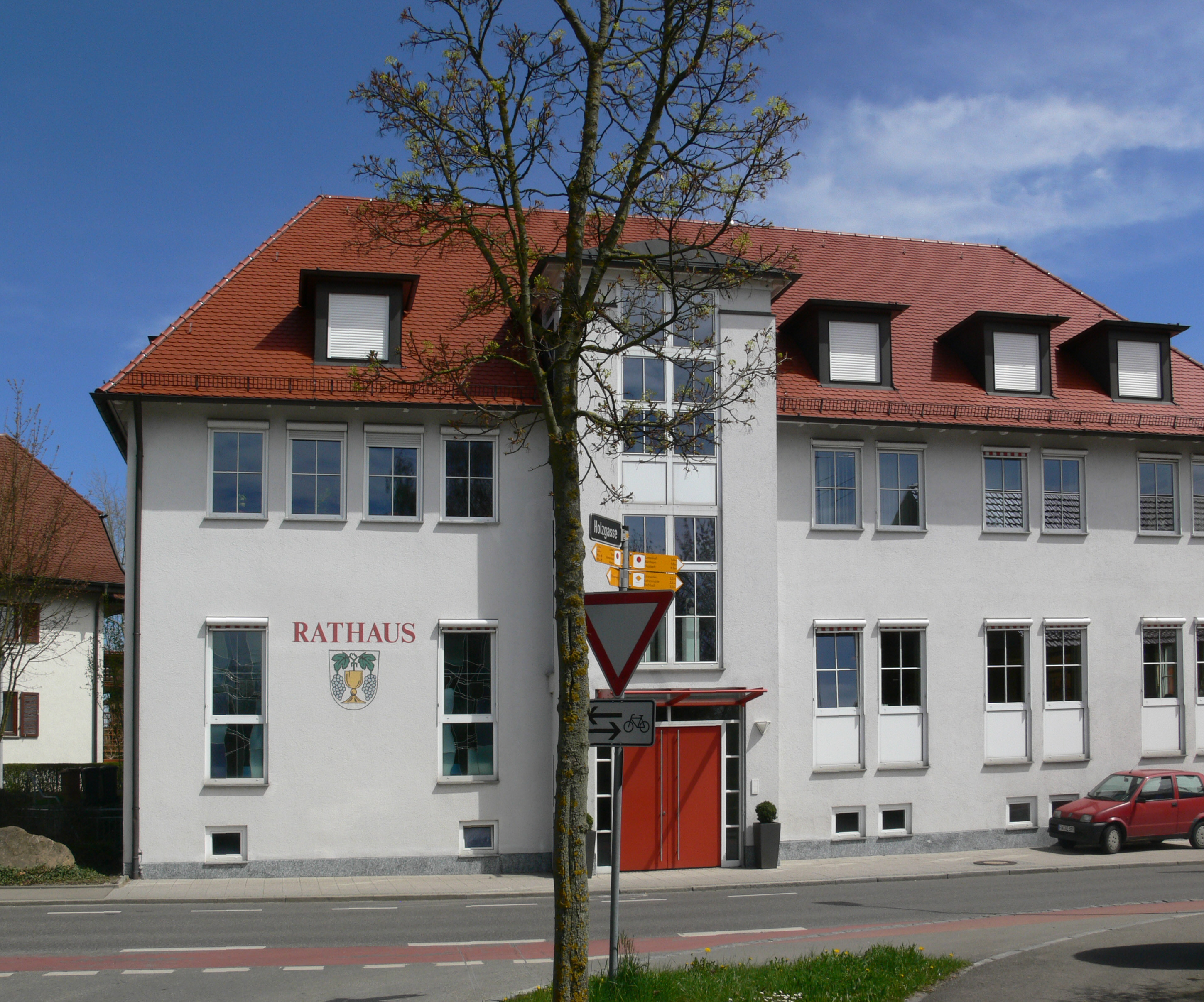
Rathaus in Kluftern

Die Bewohner der Ortschaft Kluftern nehmen an den Gemeinderatswahlen von Friedrichshafen als Wohnbezirk Kluftern teil. Die Gemeinderatswahl erfolgte bis 2004 nach dem System der Unechten Teilortswahl. Ein hauptamtlicher Ortsvorsteher und der Ortschaftsrat, die alle fünf Jahre gewählt werden, vertreten die Interessen der Bürger Klufterns in der Kommunalpolitik.
Der Ortschaftsrat setzt sich entsprechend dem Wahlergebnis von 2024 wie folgt zusammen:
- Bürgerliste Pro Kluftern: 3 Sitze
- CDU: 2 Sitze
- SPD: 2 Sitze
- Freie Wähler: 4 Sitze

Im Jahr 2024 wurde der hauptamtliche Ortsvorsteher Michael Nachbaur für fünf Jahre wiedergewählt.

## Wirtschaft und Infrastruktur

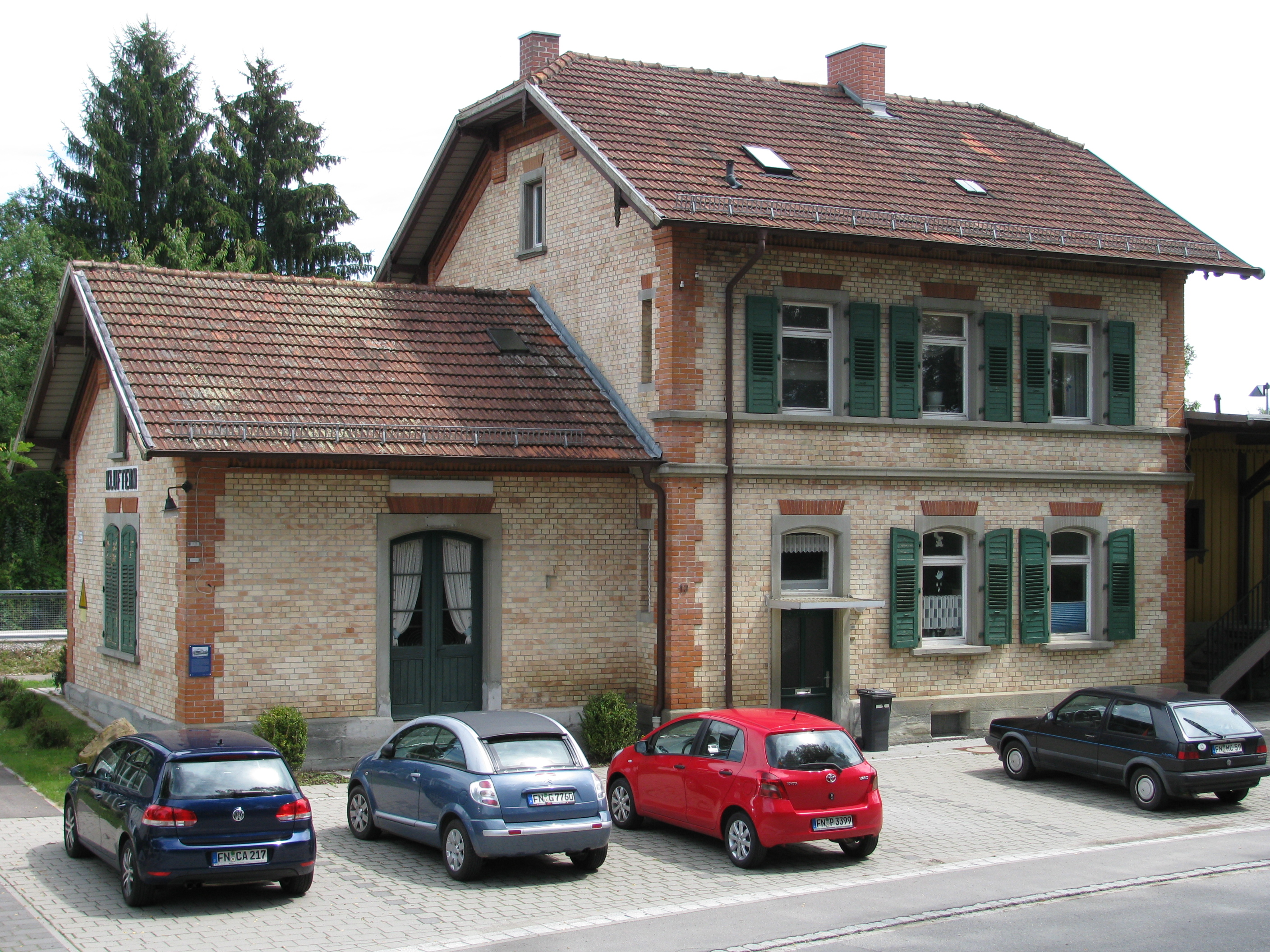
Ehemaliges Empfangsgebäude

### Bildung
Die Grundschule Kluftern zählte im Schuljahr 2005/2006 141 Schüler. Es gibt außerdem zwei Kindergärten, davon einer im Ortsteil Efrizweiler.
Im Bürgerhaus befindet sich die Ortsbücherei Kluftern, eine Zweigstelle des Medienhauses am See.

### Verkehr
Seit der Ende 2005 erfolgten Fertigstellung eines neuen Haltepunktes an der Bahnstrecke Stahringen–Friedrichshafen verfügt Kluftern über einen direkten Bahnanschluss. Der Verkehrsverbund Bodensee-Oberschwaben (kurz: bodo) unterhält außerdem regelmäßige Busverbindungen nach Friedrichshafen, Markdorf und Immenstaad. Dabei ist Kluftern in den Stadtverkehr Friedrichshafen mit den drei Buslinien 11, 12 und X12 werktags im 15-Minuten-Takt eingebunden.

## Sehenswürdigkeiten

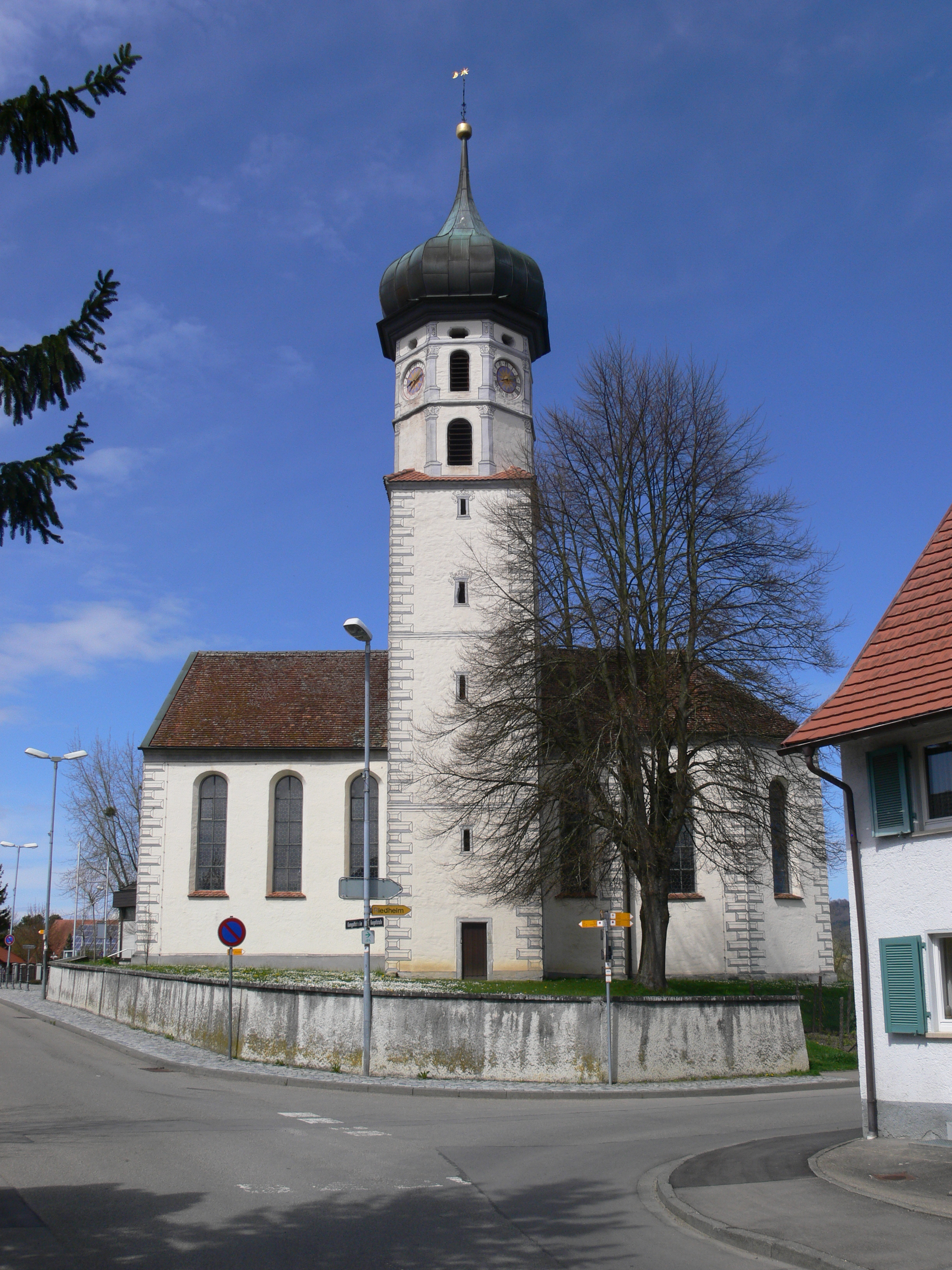
Pfarrkirche St. Gangolf

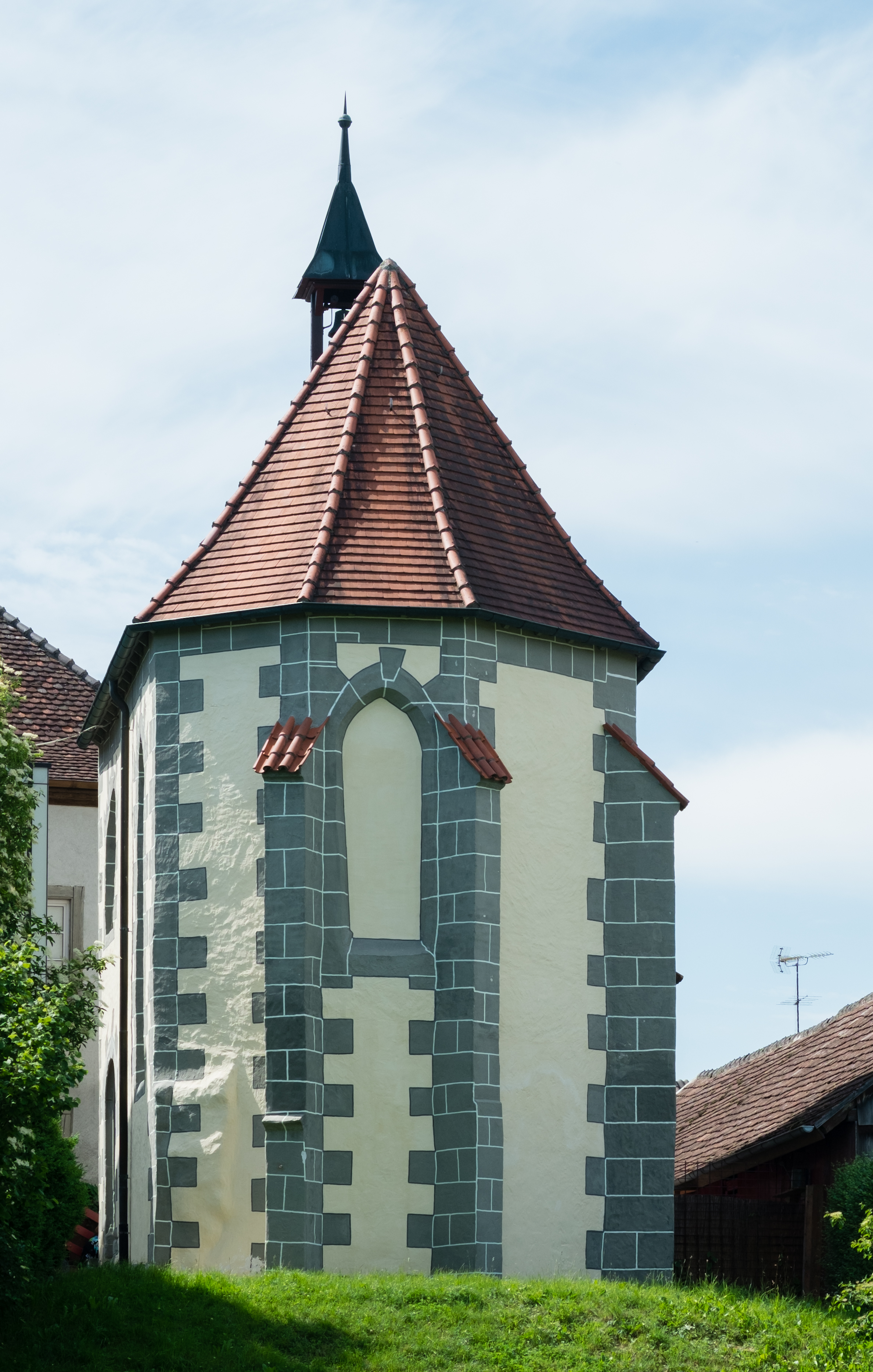
Kapelle St. Agatha

- Pfarrkirche St. Gangolf, 1474 geweiht, 1627 vergrößert, 1974 durch ein neues zeltförmiges Kirchenschiff erweitert
- Kapelle St. Laurentius, romanische Kapelle des späten 10. Jahrhunderts mit Turm aus dem 12. Jahrhundert
- Schloss Efrizweiler (heute Hotel) mit spätgotischer St.-Agatha-Kapelle
- Der Klufterner Kunstpfad, ist Bestandteil des Ortsrundweges mit begleitenden Freizeit- und Informationsangeboten. Neun Großplastiken zum Thema „Tore“ sind bislang von Ragnhild Becker/Rudolf Moser, Julia Briemle, Brigitte Caesar, Carmen Crepinsek, Heinrich Kaltenbach, Muschel und Bert Felske, Kordula Schillig/Günter H. Schulze, Jürg Stäheli sowie Erika Zehle entstanden. Weitere Plastiken von internationalen Künstlern sind in der Umsetzungsphase. Geplant ist eine Ausweitung als Kunst-Erlebnis-Radweg bis ins mittlere Schussental und ein länderübergreifender Bodenseekulturweg. Zweck ist, Kunst in freier Natur einem breiten Publikum zugängig zu machen.
- Die Rathausgalerie wird betrieben von der Kunstinitiative „KiK“ (Kunst in Kluftern), die auch offene Ateliers und Kunsthappenings organisiert.
- Zwischen Unterraderach und Raderach, aber auf der Gemarkung Kluftern, liegt der mittelalterliche Burgstall Heidenschloss

## Vereinsleben
- Der FC Kluftern, gegründet 1933, hat sechs Abteilungen (Handball, Turnen, Fußball, Tischtennis, Volleyball, Trimmsport). Nach eigenen Angaben hat der Verein zurzeit ca. 1140 Mitglieder und ist somit der größte Verein Klufterns. Der FC Kluftern besitzt ein eigenes Vereinsheim und einem Rasenplatz, einem Kunstrasenplatz und einem Hartplatz. Des Weiteren wird vom FC Kluftern die 2016 erbaute Brunnisachhalle genutzt. Im Fußball spielt der FC Kluftern auch nach der Eingemeindung im südbadischen Ligensystem, während die anderen Friedrichshafener Mannschaften im württembergischen Ligensystem spielen.
- Der TC Kluftern besitzt 6 Sand-Tennisplätze neben dem Gelände des FC Kluftern.
- Musikverein Kluftern
- Jugendkapelle Kluftern
- Schützenverein Kluftern
- Die Narrenzunft Kluftern begeht die schwäbisch-alemannische Fasnet mit drei Narrenfiguren, dem „Göhrelöchner“, dem „Widerwurz“ und – für den Ortsteil Efrizweiler – dem 1996 aus der Taufe gehobenen „Schlossbur“, der dem Schlossherren Efrid von Weiler nachempfunden wurde. Alle drei bis fünf Jahre ist Kluftern Schauplatz eines überregionalen Narrensprungs.
- Die Lumpenkapelle Kluftern, gegründet 1993. Der Ursprung der Lumpenkapelle Kluftern war eine Gruppe von ca. 15 Musikerinnen und Musikern des Musikvereins Kluftern, die immer am "Schmotzige Dunschtig" in den frühen Morgenstunden durch Lipbach, Kluftern und Efrizweiler zog und die Bevölkerung weckte. Das traditionelle Wecken am „Schmotzige Dunschtig“ mit der anschließenden Schülerbefreiung ist bis heute erhalten geblieben. Die Lumpenkapelle Kluftern besteht heute aus ca. 35 Mitgliedern und nimmt an Narrensprüngen und Bällen in der Umgebung teil.
- Der Arbeitskreis Heimatgeschichte Kluftern e. V. ergründet die Geschichte des Ortes und gibt in unregelmäßigen Abständen die sog. „Klufterner Hefte“ heraus, die sich jeweils mit einem historischen Aspekt des Ortes befassen.